# Oligotoma humbertiana
Oligotoma humbertiana is een insectensoort uit de familie Oligotomidae, die tot de orde webspinners (Embioptera) behoort. De soort komt voor in Oriëntaals gebied en Mexico.
Oligotoma humbertiana is voor het eerst wetenschappelijk beschreven door Saussure in 1896.